# Structură Lewis

Structura Lewis a apei; se observă cele două legături sigma între atomul central de oxigen și cei doi atomi de hidrogen, cât și cele două perechi de electroni neparticipanți ai oxigenului.

O structură Lewis este o reprezentare a legăturilor chimice dintre atomii unei molecule și a perechilor de electroni neparticipanți care există în moleculă. Structurile Lewis pot fi reprezentate pentru orice moleculă care conține legături covalente, inclusiv pentru complecși coordinativi. Numele a fost dat de Gilbert N. Lewis, care a introdus conceptul de structură Lewis în 1916 în articolul The Atom and the Molecule („Atomul și molecula”).